# Félix Grande Lara
Félix Grande Lara (Mèrida, Badajoz, 4 de febrer de 1937 - Madrid, 30 de gener de 2014) va ser un poeta, flamencòleg i crític espanyol enquadrat en la Generació del 50.

## Biografia
Fill de republicans —la seva mare va treballar en un hospital durant la guerra civil mentre el seu pare combatia al front—, va néixer a Mérida, Badajoz, però va passar la infantesa i la joventut —des dels dos fins als 20 anys— a Tomelloso (província de Ciudad Real), on el seu avi era cabrer. Era guitarrista flamenc quan, segons va explicar ell mateix, va decidir canviar aquest instrument per la literatura, que en la seva ploma posseeix molta relació amb la música. A Tomelloso va ser jornaler i va descobrir l'amor.
En 1957 es muda a Madrid, on "segueix empleat en menesters allunyats de l'exercici professional de la literatura fins que en 1961 va començar a treballar com a redactor a Cuadernos Hispanoamericanos", revista de la qual arribarà a ser director (1983-1996; a la caiguda del Govern socialista va ser destituït i va pledejar per ser restituït al seu càrrec, la qual cosa va aconseguir). Va dirigir així mateix la revista d'art Galería (1989) i la col·lecció El Puente Literario de l'editorial Edhasa (1969-1971).
Va començar la seva carrera literària amb la poesia i va obtenir el seu primer premi, el Adonáis en 1963, per Les pedres, "llibre de tarannà existencial en el qual explora el tema de la solitud". Dos anys després, en 1965, guanyaria el seu primer guardó de narrativa, el Premi Eugeni d'Ors per la seva novel·la talla Las calles. Des de llavors no va cessar d'escriure i de rebre distincions de tota classe.
Destaca també la seva obra Persecución, cantada per Juan Peña "El Lebrijano" en el seu àlbum homònim. La seva obra va evolucionar des de la inspiració machadiana i el compromís social del poemari Las piedras fins a una reflexió sobre el llenguatge i l'erotisme.
Va aconseguir el premi Nacional de Poesia en 1978 per Las rubáiyatas de Horacio Martín, en que perllonga la tradició de l'heterònim, a partir de l'Abel Martín de Machado i el Ricardo Reis horacià de Fernando Pessoa.
Com a narrador, destacaren les seve obres Por ejemplo, doscientos (1968), Parábolas (1975), Lugar siniestro este mundo, caballeros (1980), Fábula (1991), Decepción (1994), El marido de Alicia (1995), Sobre el amor y la separación (1996) i La balada del abuelo palancas (2003).
Aficionat a la música, lletrista i guitarrista ell mateix, com flamencòleg va escriure García Lorca i el flamenco (1992), Agenda flamenca (1987), Memoria del flamenco (1995), que va obtenir el premi nacional de Flamencologia, i Paco de Lucía i Camarón de la Isla (2000). És membre de nombre de la Càtedra de Flamencologia i estudis folklòrics.
Félix Grande assenyalava que els poetes que el van marcar van ser Antonio Machado, Luis Rosales Camacho —de qui fou deixeble i amic i del que havia prologat i seleccionat els poemes de l'antologia Porqué la muerte no interrumpe nada—, i César Vallejo, entre d'altres.
Després de Las rubáiyatas de Horacio Martín no havia tornat a escriure poesia, però aquest silenci de més de 30 anys va acabar en 2010, quan va incorporar el seu nou poema La cabellera de la Shoá en l'antologia Biografía i a finalitats de l'any següent va sortir Libro de familia.
Estava casat amb la poeta Francisca Aguirre (com ell Premi Nacional de Poesia) amb la qual va tenir una filla, la també poetessa, Guadalupe Grande Aguirre.
Va morir el 30 de gener de 2014 a Madrid d'un càncer de pàncrees. Les seves restes mortals reposen al cementiri de Tomelloso.

## Premis i distincions
- Premi Alcaraván 1962
- Premi Adonáis de Poesia 1963 pwr Las piedras
- Premi Guipúzcoa 1965 per Música amenazada
- Premi Eugenio d'Ors 1965 per la novel·la curta Las calles
- Premi Gabriel Miró 1966
- Premio Casa de las Américas 1967 por Blanco Spirituals
- Premi Nacional de Poesia 1978 per Las rubáiyatas de Horacio Martín
- Premio Hidalgo
- Premio Nacional de Flamencología 1980
- Premio Barcarola 1989
- Premi Felipe Trigo de Narración Corta 1994 por El marido de Alicia
- Premio Manuel Alcántara 1996
- Mejor Escritor de Temas Flamencos, revista El Olivo, 1998
- Premi Extremadura a la Creació 2004
- Premi Nacional de les Lletres Espanyoles 2004
- Premi Quijote a la Creació Literària 2007
- Premio Comunicación 2008 de la Cadena SER de Ciudad Real
- Fill Adoptiu de Santiago de Chuco, pels seus treballs d'estudi i difusió de la poesia de César Vallejo (1988)
- Membre corresponent de la Academia Norteamericana de la Lengua Española (1997)
- Fill Adoptiu de San Roque (Cadis; 2001)
- Medalla de oro de Castilla-La Mancha (2005)
- Membre corresponent de la Real Academia Hispano Americana (Cádiz; 2005)
- Membre de número de la Real Academia de Extremadura de las Artes y las Letras (2009)
- Fill Predilecte de Mérida (2010)

## Obra

### Poesia
- Las piedras, Rialp, Madrid, 1964 (Premio Adonais 1963)
- Música amenazada, El Bardo, Barcelona, 1966 (Premio Guipúzcoa 1965)
- Blanco spirituals, La Habana, Casa de las Américas, 1967 (Premio Casa de las Américas 1967)
- Puedo escribir los versos más tristes esta noche, Seix Barral, Barcelona, 1971
- Biografía (1964-1971), Seix Barral, Barcelona, 1971 (2ª edic. ampliada, 1977)
- Taranto. Homenaje a César Vallejo, Barcelona-Lima, Carlos Milla, 1971
- Años, Editora Nacional, Madrid, 1975. Antología con prólogo de Rafael Conte
- En secreto, Sombra de Albatroz, Madrid, 1978
- Las rubáiyatas de Horacio Martín, B., Lumen, 1978 (Premio Nacional de Poesía)
- Biografía. Poesía completa (1958-1984), 1986, 2.a ed. aum., Anthropos, Barcelona, 1989); incorpora el poemario La noria
- Carta abierta, antología, Biblioteca de Autores y Temas Manchegos, Ciudad Real, 1987
- Seis poemas, carpeta y grabados de Miguel Ángel Lombardía; Multigráfica Taller, Madrid-Gijón, 1991
- Cuaderno, antología con dibujo de Eugenio Chicano, Colección Tediría, Málaga, 1993
- Con buenas formas, antología, Málaga Digital, Málaga, 1997
- Conversación, antología, UGT, Imprenta Sur, Málaga, 1997
- La canción de la tierra, antología, Orbis-Fabri, Barcelona, 1998
- Blanco spirituals / Las rubáiyatas de Horacio Martín, edición de Manuel Rico; Cátedra, Madrid, 1998
- Una grieta por donde entra la nieve, antología, Renacimiento, Sevilla, 2006
- Biografía. (1958-2010), Galaxia Gutenberg, 2010. Antología con prólogo de Ángel Luis Prieto de Paula; incorpora un nuevo poema: La cabellera de la Shoá
- Libro de familia, Visor, Madrid, 2011

### Narrativa
- Las calles, novela corta por la que obtuvo el Premio Eugenio d'Ors 1965
- Por ejemplo, doscientos, Ciencia Nueva, Madrid, 1968
- Parábolas, Júcar, Madrid, 1975
- Lugar siniestro este mundo, caballeros Legasa, Madrid 1980; Anthropos, Barcelona, 1985
- Fábula, Plaza y Janés, Barcelona, 1991
- Decepción, El País Aguilar, Madrid, 1994
- El marido de Alicia, Ayuntamiento Villanueva de la Serena, 1995
- Sobre el amor y la separación, Valdemar, Madrid, 1996
- La balada del abuelo Palancas, Galaxia Gutenberg / Círculo de Lectores, 2003

### Assaig
- Occidente, ficciones, yo, Cuadernos para el Diálogo, Madrid, 1968
- Apuntes para una poesía española de posguerra, Taurus, Madrid, 1970
- Mi música es para esta gente, Seminarios y Ediciones, Madrid, 1975
- Memoria del flamenco, Espasa Calpe, Madrid, 1976 (edición actualizada: Círculo de Lectores, Galaxia Gutemberg, 1996)
- Elogio de la libertad, Espasa Calpe, Madrid, 1984
- La vida breve, Godoy, Murcia, 1985
- Agenda flamenca, Ediciones Andaluzas Reunidas, Sevilla, 1985
- Once artistas y un dios. Ensayos sobre literatura hispanoamericana, Taurus, Madrid, 1986
- La calumnia. De cómo a Luis Rosales, por defender a Federico García Lorca, lo persiguieron hasta la muerte, Mondadori, 1987
- García Lorca y el flamenco, Mondadori, Barcelona, 1992
- Paco de Lucía y Camarón de la Isla, Lunwerg, 1998; edición de lujo para coleccionistas, ilustrada por el pintor granadino David González, Zaafra